# Lansoprazol
Lansoprazolul este un medicament antiulceros, un inhibitor al pompei de protoni, fiind utilizat pentru scăderea producției acide gastrice în: boala de reflux gastro-esofagian, ulcerul gastroduodenal și sindromul Zollinger-Ellison. Eficacitatea sa este similară cu cea a altor inhibitori de pompă de protoni. Căile de administrare disponibile sunt intravenoasă și orală.
Molecula a fost patentată în 1984 și a fost aprobată pentru uz medical în anul 1992.

## Utilizări medicale
Lansoprazolul este utilizat în:
- esofagită de reflux, tratament și profilaxie
- boala de reflux gastro-esofagian, simptomatică
- ulcerul gastric și duodenal, tratament
- vindecarea sau prevenirea ulcerelor gastrice asociate tratamentului cu AINS
- sindromul Zollinger-Ellison[15]
- eradicarea infecției cu Helicobacter pylori, în asociere cu antibiotice potrivite (amoxicilină, claritromicină)